# Neckera abietina
Neckera abietina là một loài rêu trong họ Neckeraceae. Loài này được Hook. mô tả khoa học đầu tiên năm 1818.